# Eleutherodactylus pantoni
Eleutherodactylus pantoni är en groddjursart som beskrevs av Dunn 1926. Eleutherodactylus pantoni ingår i släktet Eleutherodactylus och familjen Eleutherodactylidae. IUCN kategoriserar arten globalt som nära hotad. Inga underarter finns listade i Catalogue of Life.